# Театри Башкортостану
Театри Башкортостану — театри, які розташовані в Республіці Башкортостан.

## Історія
Перший драматичний спектакль в Уфі — «Пан Броніслав», був поставлений в 1772 році польськими засланими. Після спорудження в Уфі до 1861 році першого театрального будинку, в місті був відкритий російський драматичний театр. Постійної трупи в театрі не було і в будівлі театру довго гастролювали московські і петербурзькі театри.
У XIX столітті в Башкортостані були тільки самодіяльні театри. Перший професійний театр відкрився у 1919 році. Це був нинішній Башкирський академічний театр драми імені М. Гафурі. Із самодіяльного театру (Аургазинського колгоспно-радгоспного театру села Толбази БАРСР, 1931 р.) виріс Салаватський державний башкирський драматичний театр.
Сібайський башкирський державний театр ім. А. Мубарякова — другий в республіці професійний башкирський театр був створений в 1931 році.
У Башкортостані в 1919—1924 роках склалася своя театральна система — система Іманського, що ввібрала в себе особливості башкирських національних обрядів, свят, ігор, танців. Підтримку театрам в Башкортостані надало відкриття в 1926 році театрального відділення Технікуму мистецтв в Уфі. Башкирський театр мав тепер постійне джерело кваліфікованих кадрів. З'явилася до цього часу і башкирська драматургія, представлена іменами Г. Ніязбаєва, Д. Юлтия, Х. Ібрагімова, Х. Габітова, М. Бурангулова, М. Файзі, Н. Тагірова та ін.
У 30-ті роки в Башкирській АРСР були поширені колгоспно-радгоспні театри. У Башкортостані ці театри організовувалися з аматорських драматичних гуртків: Баймацький (1932), Аургазинський, Дюртюлинський (1933), Кігинський, Чекмагушівський (1934), Балтачевський, Белебеївський, Біжбуляцький (1935), Давлекановський, Янаульський (1936); Бураєвський (1942), Учалинський (1943), Юмагузинський (1948) та інші. Репертуар складали змінені або скорочені варіанти постановок Башкирського театру драми та Російського драматичного театру. У 50-х роках колгоспно-радгоспні театри припинили своє існування, перетворившись в державні театри Башкирської АРСР.
На початку 30-х років обласна партійна організація прийняла заходи на викорінення національної своєрідності театральної культури в Башкирській АРСР. У 1931 році була прийнята «Резолюція про розвиток башкирського національного театру». Цим документом був покладений початок пролетарської класової лінії в театрах Башкортостану. У 1937—1938 і 1946—1948 роках був репресований ряд театральних діячів республіки.
У 1938 році відкрився Башкирський державний театр опери та балету. Перших артистів театру готували в Москві.
У 1946 році Бєлорєцький драматичний театр гастролював у місті Стерлітамаці. У цей же час вийшла постанова РНК БАРСР № 97 від 05.02.1946 р. про закріплення цього театру на постійну роботу в м. Стерлітамак. У подальшому цей театр був перейменований в «Стерлітамацький драматичний театр».
У 1986 році був заснований Союз театральних діячів Башкирської АРСР — творча організація працівників театру республіки, центр професійної, правової, соціально-побутової взаємодопомоги своїм членам.

## Сучасність
У даний час театри Башкортостану представлені башкирськими, татарськими й російськими драматичними театрами, а також молодіжними, музичними і ляльковими театрами:
- Башкирський академічний театр драми імені М. Гафурі
- Башкирський державний театр опери та балету
- Башкирський державний театр ляльок
- Російський академічний театр драми Башкортостану
- Уфимський державний татарський театр «Нур»
- Національний молодіжний театр республіки Башкортостан імені Мустая Каріма
- Салаватський державний башкирський драматичний театр
- Сібайський державний башкирський театр драми імені Арслана Мубарякова
- Сібайський державний дитячий театр «Сулпан»
- Стерлітамацький башкирський драматичний театр
- Стерлітамацький російський драматичний театр
- Кігинський башкирський народний театр імені Г. Мінгажева
- Театр-студія «Дефіцит» (м. Бєлорєцьк)
- Театр-студія «Бенефіс» (м. Стерлітамак)
- Туймазинський державний татарський драматичний театр

## Фотогалерея
|                                                               |                                    |                                   |                                            |                                            |
| Башкирський державний академічний театр драми імені М. Гафурі | Російський академічний театр драми | Башкирський театр опери та балету | Уфимський державний татарський театр «Нур» | Салаватський башкирський драматичний театр |

## Навчальні заклади
Театральні кадри готують у навчальних закладах Башкортостану:
- Уфимська державна академія мистецтв імені Загіра Ісмагілова
- Уфимське училище мистецтв
- Башкирський державний хореографічний коледж імені Рудольфа Нурієва